# Ericodesma
Ericodesma là một chi bướm đêm thuộc phân họ Tortricinae của họ Tortricidae.

## Các loài
- Ericodesma adoxodes (Turner, 1939)
- Ericodesma aerodana (Meyrick, 1881)
- Ericodesma antilecta (Turner, 1939)
- Ericodesma argentosa (Philpott, 1924)
- Ericodesma concordana (Meyrick, 1881)
- Ericodesma cuneata (Clarke, 1926)
- Ericodesma indigestana (Meyrick, 1881)
- Ericodesma isochroa (Meyrick, 1910)
- Ericodesma leptosticha (Turner, 1916)
- Ericodesma liquidana (Meyrick, 1881)
- Ericodesma melanosperma (Meyrick, 1916)
- Ericodesma pallida (Turner, 1945)
- Ericodesma scruposa (Philpott, 1924)
- Ericodesma spodophanes (Turner, 1945)